# 23 décembre 1947
Le mardi 23 décembre 1947 est le 357e jour de l'année 1947.

## Naissances
- Bill Rodgers, athlète américain
- Christian Drouet, footballeur français
- Francis Ricard, poète français
- Graham Bonnet, chanteur de rock et hard rock de nationalité britannique
- Graham Hawkes, ingénieur naval britannique
- Henri Duvillard, skieur alpin français
- Jean-Paul Clément, historien français
- Marcel Landry, personnalité politique canadienne
- Marcos Carámbula, politicien uruguayen
- Michael Moldaver, juge puîné canadien
- Richard Overy, historien britannique
- Susumu Yoshida, compositeur

## Décès
- Jean Le Bret (né le 26 octobre 1872), ingénieur civil des mines et skipper français
- John Samuel (né en 1868), joueur de rugby
- Maurice De Wulf (né le 6 avril 1867), philosophe belge
- Zdzisław Czaplicki (né le 4 septembre 1874), médecin polonais